# Leichtathletik-Europameisterschaften 2010/Teilnehmer (Bosnien und Herzegowina)
Bosnien und Herzegowina meldete drei Sportler für die Leichtathletik-Europameisterschaften 2010 vom 27. Juli bis zum 1. August in Barcelona.
| Wettbewerb | Männer                        | Frauen                    |
| ---------- | ----------------------------- | ------------------------- |
| 100 m      | Nedim Čović (35. Platz)       |                           |
| 200 m      | Nedim Čović (nicht gestartet) |                           |
| 400 m      |                               | Jasna Horozić (22. Platz) |